# Xylopia lamarckii
Xylopia lamarckii là một loài thực vật thuộc họ Annonaceae. Đây là loài đặc hữu của Mauritius. Chúng hiện đang bị đe dọa vì mất môi trường sống.